# Żukowo (Sławno)
Żukowo [ʐuˈkɔvɔ] (deutsch Suckow) ist ein Dorf in der polnischen Woiwodschaft Westpommern. Es gehört zur Landgemeinde Sławno (Schlawe) im Powiat Sławieński.

## Geographische Lage
Żukowo – mit geschlossenem Dorfkern und Dorfanger in der Mitte – liegt in Hinterpommern, südöstlich der Kreisstadt Sławno (Schlawe) an der Grenze zwischen den Wojewodschaften Westpommern und Pommern. 
Żukowo liegt in leicht hügeliger Landschaft, die durch kleine Waldungen aufgelockert ist, und reicht bis an den früher so genannten Suckower Forst, bei einer Höhenlage von etwa 50 m n.p.m. Nachbarorte sind im Nordwesten Gwiazdowo, im Osten Korzybie, im Süden Łętowo (Lantow) und im Westen Janiewice (Jannewitz).

## Ortsname
Die Ortsbezeichnung Suckow kommt in Norddeutschland häufiger vor. Früher lautete der Ortsname auch Suckou und Suckau, dann auch Adlig Suckow – zur Unterscheidung von Suckow bei Rügenwalde ebenfalls im Kreis Schlawe, das dann See Suckow hieß (heute polnisch Żukowo Morskie). Nach dem Ersten Weltkrieg wurde der Ort offiziell Suckow benannt. Die Ortsbezeichnung Żukowo tritt in Polen ebenfalls häufiger auf.

## Geschichte
Solange die historischen Überlieferungen zurückreichen, ist Żukowo immer ein Guts- und Bauerndorf gewesen. 1363 unterzeichnet Dubbeslao de Zukowe einen Darlehnsvertrag der Stadt Schlawe mit Kolberger Bürgern.
Seit Alters her war Suckow ein Lehen derer von Massow. Um 1466 wurde der fürstlich pommersche Rat Nicolaus von Massow genannt. Letzter dieser Familie war 1665 Jacob von Massow. 1666 waren Teile an die Familien von Kleist und von Damitz verpfändet, und in den folgenden Jahren gehörte das Lehen der Familie von Podewils in Krangen (heute polnisch: Krąg).
Um 1780 wurde Suckow als eines der größten Dörfer der Region genannt – mit 1 Vorwerk, 1 Wasser- und Schneidemühle, 1 Prediger, 1 Organist, 1 Küster, 16 Bauern, 1 Halbbauern, 6 Kossäten, 1 Krug und 1 Schmiede, bei insgesamt 33 Feuerstellen (Haushalten).
Vor 1818 ging das Lehen an den späteren Grafen Werner von Blumenthal – wohl aufgrund der Ehe mit der Gräfin August Friederike von Podewils aus dem Hause Krangen. 1874 veräußerte deren Sohn Graf Werner von Blumenthal die Herrschaft an Fürst Karl Anton von Hohenzollern-Sigmaringen. 1931 gab die Hohenzollernsche Verwaltung die Landwirtschaft auf und verkaufte die Fläche von 778 Hektar an die Pommersche Landgesellschaft, die daraufhin eines der größten deutschen Siedlungsverfahren abwickelte.
Im Jahre 1818 hatte Suckow 236 Einwohner. Ihre Zahl stieg 1895 auf 575, 1933 auf 712 und betrug 1939 noch 694. Heute leben in Żukowo rund 350 Einwohner. 
Gegen Ende des Zweiten Weltkriegs besetzten am 6. März 1945 sowjetische Truppen das Dorf. Die Bewohner waren in Richtung Nordosten geflüchtet und kamen bis Saleske (Zaleskie), wo sie von sowjetischen Einheiten überrollt und zur Heimkehr gezwungen wurden. Viele Dorfbewohner  wurden  in die Sowjetunion zum Arbeitseinsatz verschleppt. Nach Kriegsende wurde  Suckow zusammen mit ganz Hinterpommern unter polnische Verwaltung gestellt. Etliche Dorfbewohner hatten im Dorf auf einer neu eingerichteten Kolchose zu arbeiten, zuerst unter sowjetischer, dann unter polnischer Verwaltung.  Bis Ende 1945 waren alle Höfe von polnischen Familien in Besitz genommen worden. Suckow wurde in Żukowo umbenannt.
Żukowo ist heute ein Ortsteil der Gmina wiejska Sławno im Powiat Sławieński in der Woiwodschaft Westpommern (bis 1998 Woiwodschaft Słupsk).

### Ortsgliederung bis 1945
Vor 1945 gehörten zur Gemeinde Suckow fünf Ortschaften bzw. Wohnplätze:
- Hohenzollerndorf (polnisch: Brzeście), eine 1931 auf dem Gelände des hohenzollernschen Gutes angelegte Siedlung, 1,5 Kilometer westlich von Suckow,
- Neu Suckow (Żukówko), früher auch Abbau Vegelitz, 10 Bauernhöfe, 300 Meter nördlich von Suckow, die Anlage stammt wahrscheinlich aus der Zeit der ersten Hälfte des 19. Jahrhunderts,
- Neu Suckow, Forstarbeiterhaus, früher zwei Häuser, seit 1932 ein Forstarbeitergehöft bei Wilhelmsruh,
- Suckower Mühle, Wassermühle am Mühlenbach hinter Wilhelmsruh an einem Feldweg,
- Wilhelmsruh (Plochymierz), Bauerngehöft zwischen Neu Suckow und der Mühle.

Der Wohnplatz Suckow, Bahnhof lag bereits im Gemeindegebiet von Lantow (Łętowo).

### Söhne und Töchter des Orts
- Adam Joachim von Podewils (1697–1764), preußischer Militär

## Amtsbezirk Suckow
Vor 1945 bildete die Gemeinde Suckow zusammen mit den Gemeinden Jannewitz (Janiewice), Lantow (Łętowo) und Quäsdow (Gwiazdowo) den Amtsbezirk Suckow im Landkreis Schlawe i. Pom. im Regierungsbezirk Köslin der preußischen Provinz Pommern. 
Außerdem waren die vier Gemeinden zum Standesamt Suckow vereinigt und gehörten zum Amtsgerichtsbezirk Schlawe.

## Dorfkirche
Die Suckower Dorfkirche, auf dem Kirchberg weithin sichtbar, ist ein spätgotisches, in Ziegel- und Feldsteinbauweise errichtetes Gotteshaus mit Westturm. Die reichhaltige Innenausstattung aus Schnitzwerk (Altar, Kanzel, Orgelprospekt) stammt aus der Zeit um 1700 und ist größtenteils ein Geschenk der Angehörigen der Familie von Podewils auf Krangen.
Bis 1945 evangelisch, dient sie heute als Pfarrkirche zur Verklärung des Herrn (kościół Przemienienia Pánskiego) der katholischen Gemeinde.

## Schule
Die Schule von Suckow war im 18. und 19. Jahrhundert einklassig. Erst ab 1905 wurde sie zweiklassig geführt.  1932  wurde das Schulgebäude erweitert und vollständig renoviert.

## Verkehr
Eine Nebenstraße, die zwei Kilometer südlich von Sławno (Schlawe) bei Pomiłowo (Marienthal) von der Woiwodschaftsstraße 205 abzweigt, führt über Gwiazdowo (Quäsdow) nach Żukowo und weiter über Łętowo (Lantow) bis nach Korzybie (Zollbrück).
Bis 1945 war der Ort Bahnstation an der Reichsbahnstrecke Gramenz–Bublitz–Zollbrück. Heute bietet das Dorf Korzybie Anschluss an die PKP-Linien Nr. 212 Korzybie–Bytów (Bütow)–Lipusz (Lippusch), Nr. 405 Piła (Schneidemühl)–Szczecinek (Neustettin)–Miastko (Rummelsburg)–Słupsk (Stolp)–Ustka (Stolpmünde) und Nr. 418 Korzybie–Sławno–Darłowo (Rügenwalde).